# فلنسبرجر
فلنسبرجر Flensburger Schiffbau-Gesellschaft هي شركة ألمانية لبناء السفن تقع في فلنسبورغ. تتداول الشركة باسم فلنسبرجر وتختصر FSG.

## التاريخ

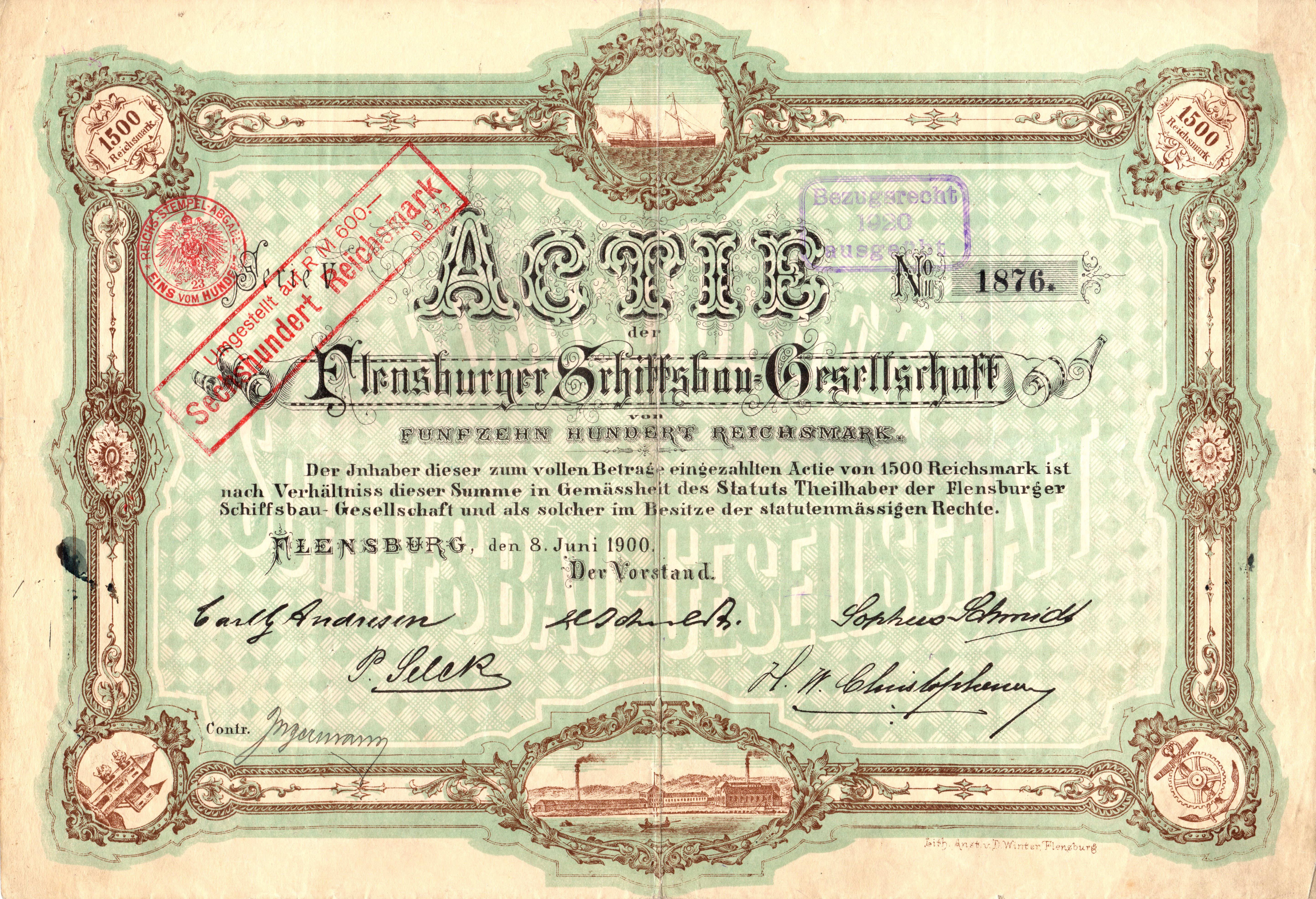
أصدرت 8. يونيو 1900

تأسست في عام 1872 من قبل مجموعة من خمسة من مالكي السفن المحليين الذين سبق لهم بناء جميع سفن بخارية في إنجلترا كما فعل معظم مالكي السفن الألمان في القرن التاسع عشر. 
تم تسليم أول سفينة، وهي السفينة الحديدية دوريس برودرسين، إلى أحد الشركاء المؤسسين في عام 1875. كلفت سفينة الشحن سبتيما بعد ذلك بعام. 

## السفن التي بناها فلنسبرجر (اختيار)

### السفن المعاصرة
النقل المدني:
السفن البحرية:

## صالة عرض
معرض للسفن التي بناها فلنسبرجر. 

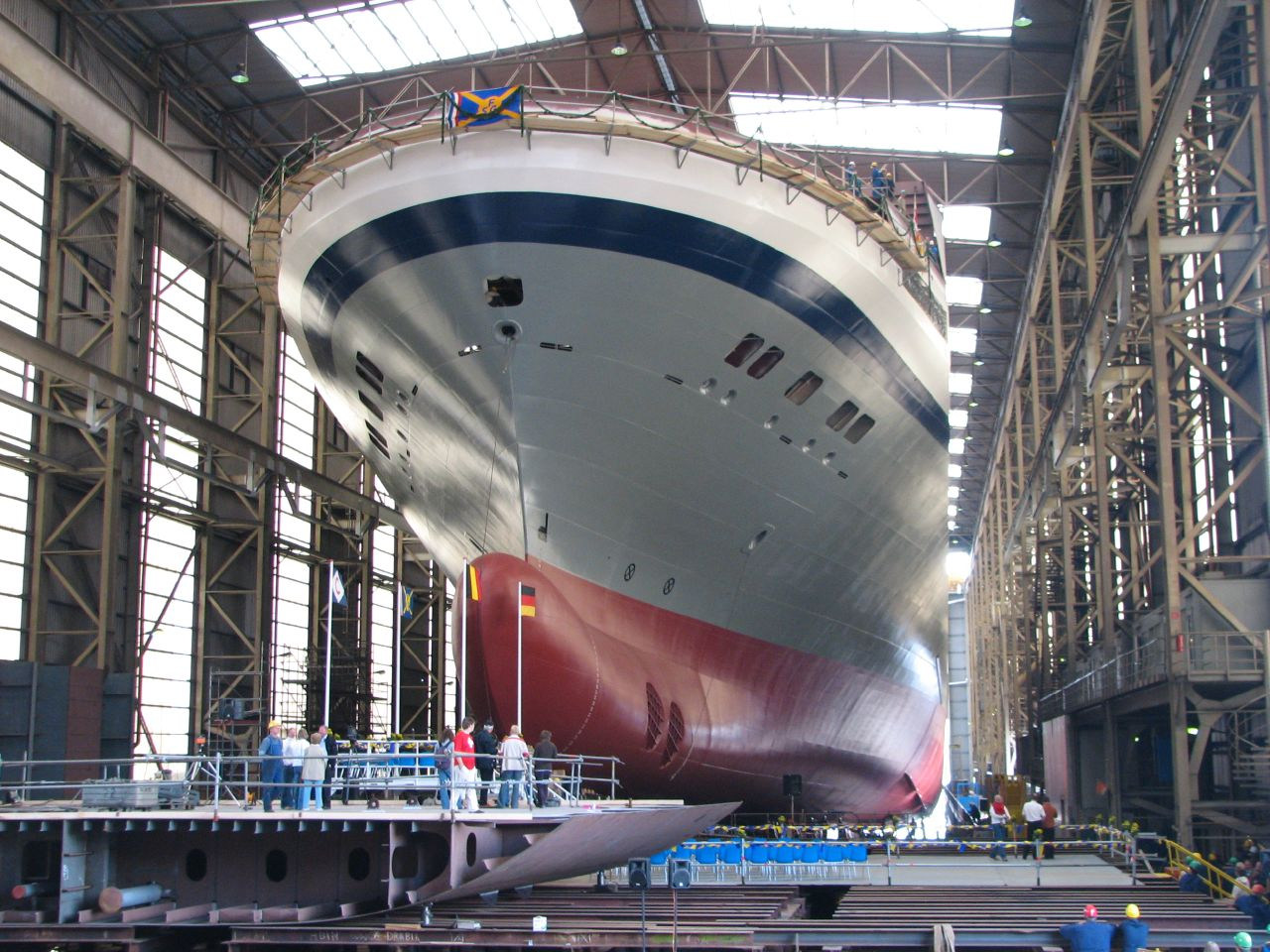
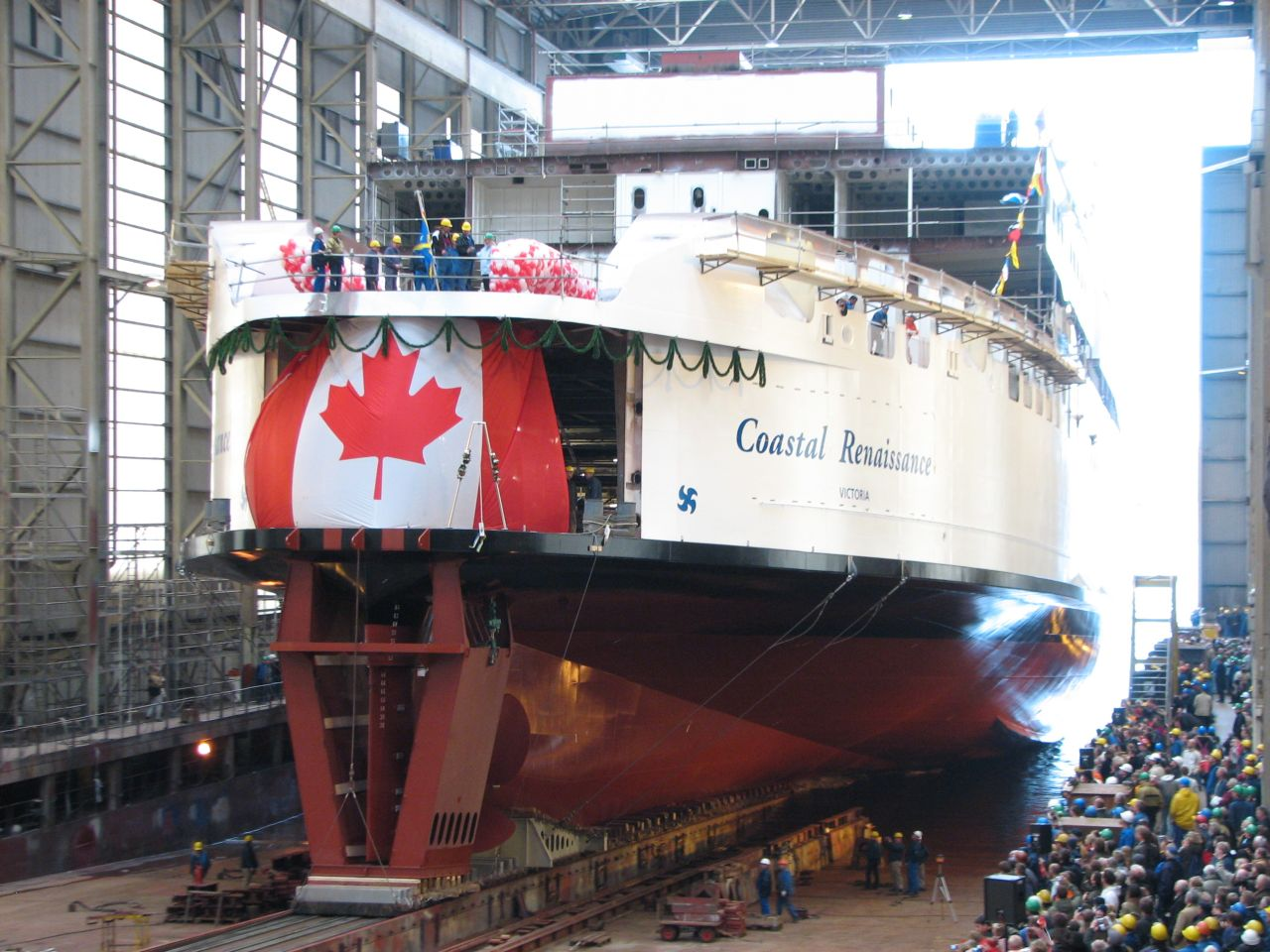
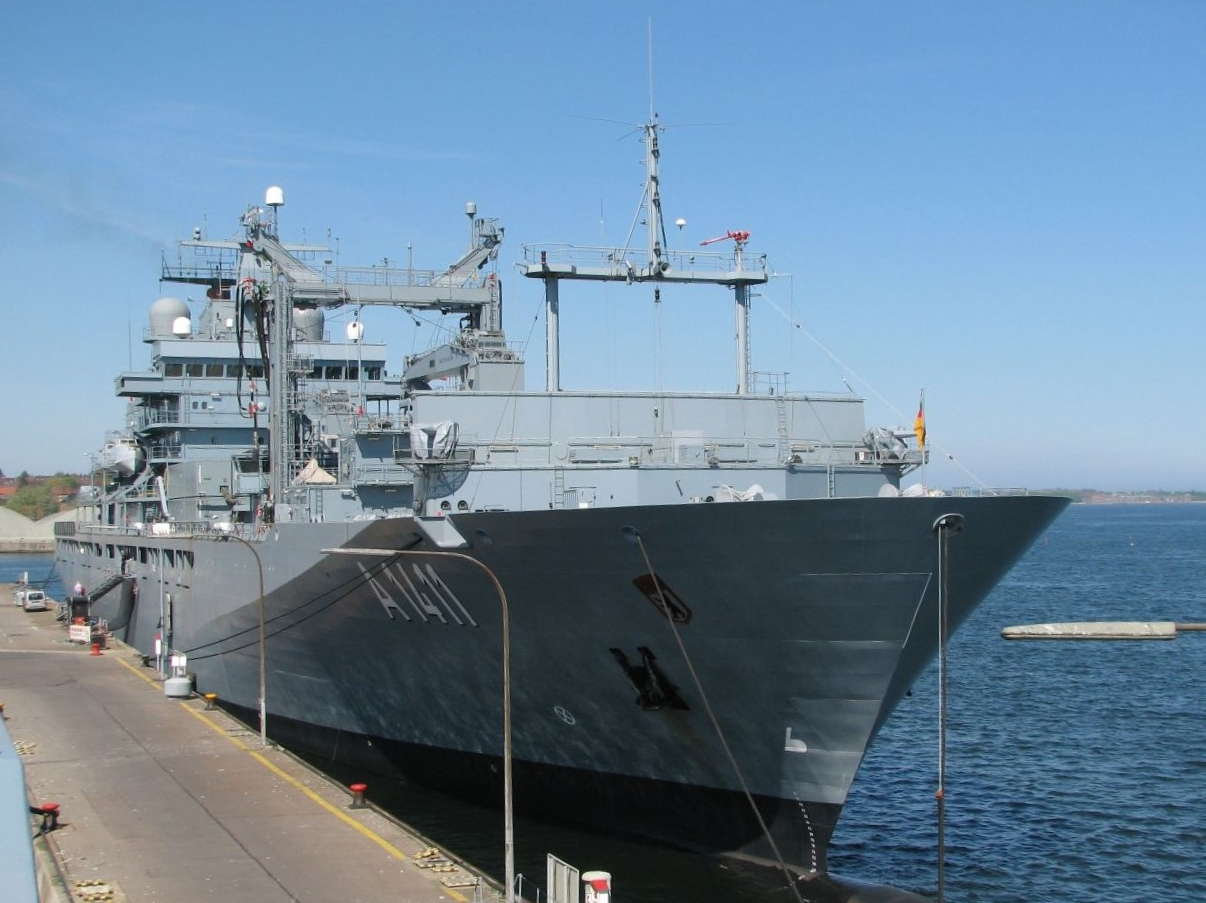
سفينة التجديد برلين التابعة للبحرية الألمانية
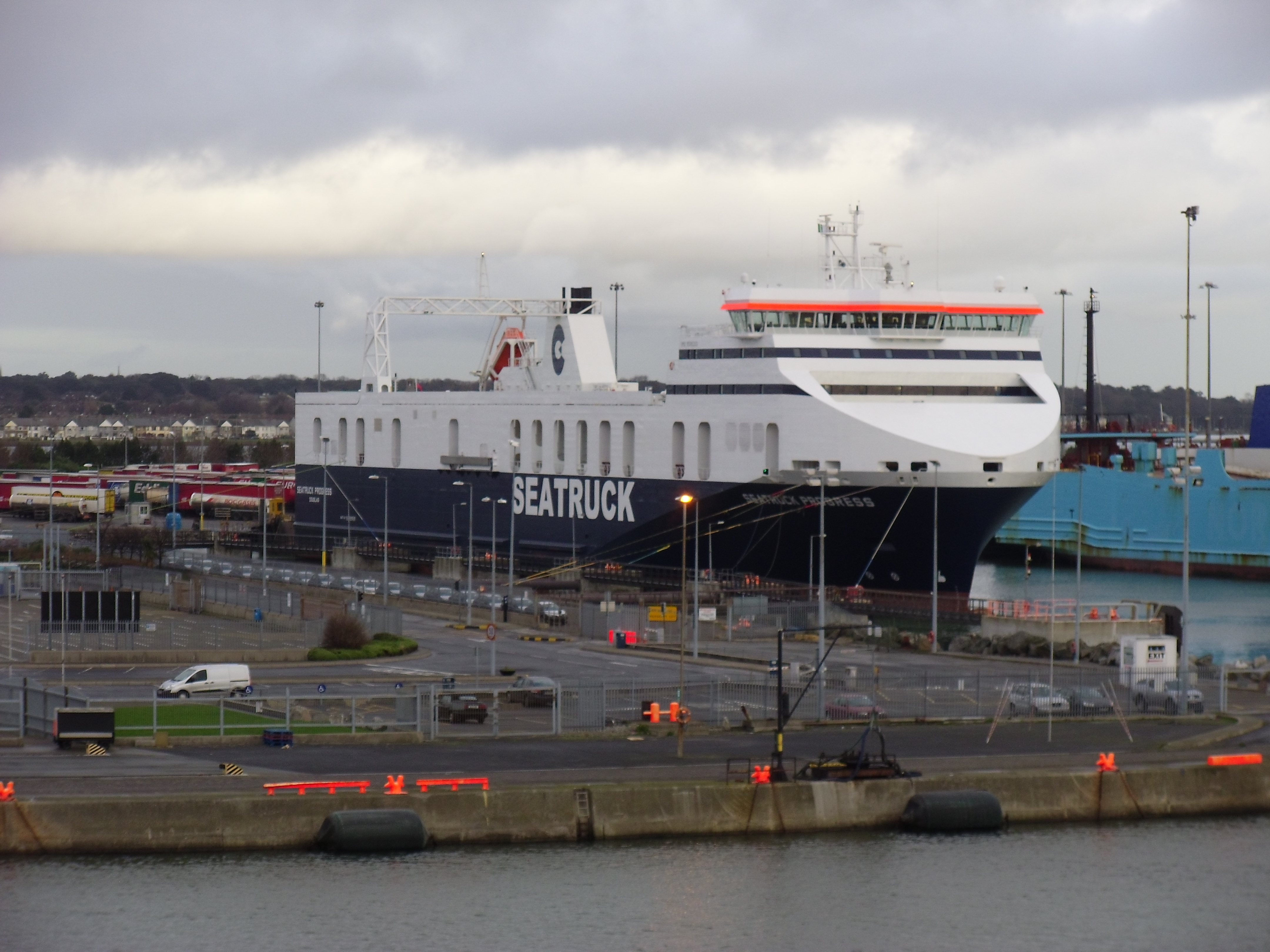
عبارة RoRo2200

## روابط خارجية
- الصفحة الرئيسية لـ Flensburger Schiffbau-Gesellschaft (FSG)
- Documents and clippings about Flensburger Schiffbau-Gesellschaft